# Bundeskanzleramt (Berlin)
Das Bundeskanzleramt ist ein Gebäude im Berliner Ortsteil Tiergarten (Bezirk Mitte) und Sitz der gleichnamigen deutschen Bundesbehörde. Im Rahmen des Umzugs der deutschen Bundesregierung von Bonn nach Berlin zog das Amt in den von den Architekten Axel Schultes und Charlotte Frank geplanten Neubau. Das Gebäude ist Teil der „Band des Bundes“ genannten Baugruppe im Spreebogen, Willy-Brandt-Straße 1, 10557 Berlin. Das Bundeskanzleramt in Berlin ist der größte Regierungssitz der Welt.
Als Ausweichdienstsitz für das Bundeskanzleramt dient die fünf Kilometer entfernte Julius-Leber-Kaserne im Wedding.

## Architektur

### Aufbau

Band des Bundes, Entwurf 1992

Das gleichermaßen spektakuläre wie umstrittene monumentale Bauensemble des neuen Bundeskanzleramtes wurde von den Berliner Architekten Axel Schultes und Charlotte Frank in der Amtszeit von Kanzler Helmut Kohl entworfen. Ihr Entwurf bezog das Kanzleramt in ein monumentales städtebauliches Konzept ein, das Band des Bundes genannt wird. Nach dem ersten Spatenstich am 4. Februar 1997 und knapp vierjähriger Bauzeit konnte das Gebäude am 2. Mai 2001 vom damaligen Bundeskanzler Gerhard Schröder bezogen werden, wodurch der Regierungsumzug nach Berlin abgeschlossen wurde. Das bebaute Grundstück ist mit Hubschrauberlandeplatz und Kanzlerpark rund 73.000 m² groß.
Das Bundeskanzleramt ist der größte Regierungssitz der Welt. Es ist rund achtmal so groß wie das Weiße Haus in Washington, zu dem allerdings noch weitere Gebäude gehören. Die wichtigsten Kenndaten des Bauensembles lauten:
- Brutto-Grundfläche: 64.413 m²
- Brutto-Rauminhalt: 283.646 m³
- Nutzungsfläche: 25.347 m²
- Hauptnutzungsfläche: ca. 19.000 m²

Mit einer Höhe von 36 Metern übertrifft das Gebäude die ansonsten in Berlin geltende Traufhöhe von 22 Metern. Das Gebäude hat eine moderne, weitgehend verglaste Außenfläche und zahlreiche Stilelemente der Postmoderne. Großflächig benutzte Farben haben eigene, genau festgelegte Symbolwirkungen. Auf dem Ehrenhof, der vom Leitungsbau und den zwei Bürotrakten gebildet wird, befinden sich die Skulptur Berlin des spanisch-baskischen Künstlers Eduardo Chillida sowie vier Säulen jeweils mit Baumbepflanzung, Fahnenmasten und vor dem Haupteingang eine gespannte Dachkonstruktion. Der Ehrenhof dient hauptsächlich zum Empfang von Gästen.

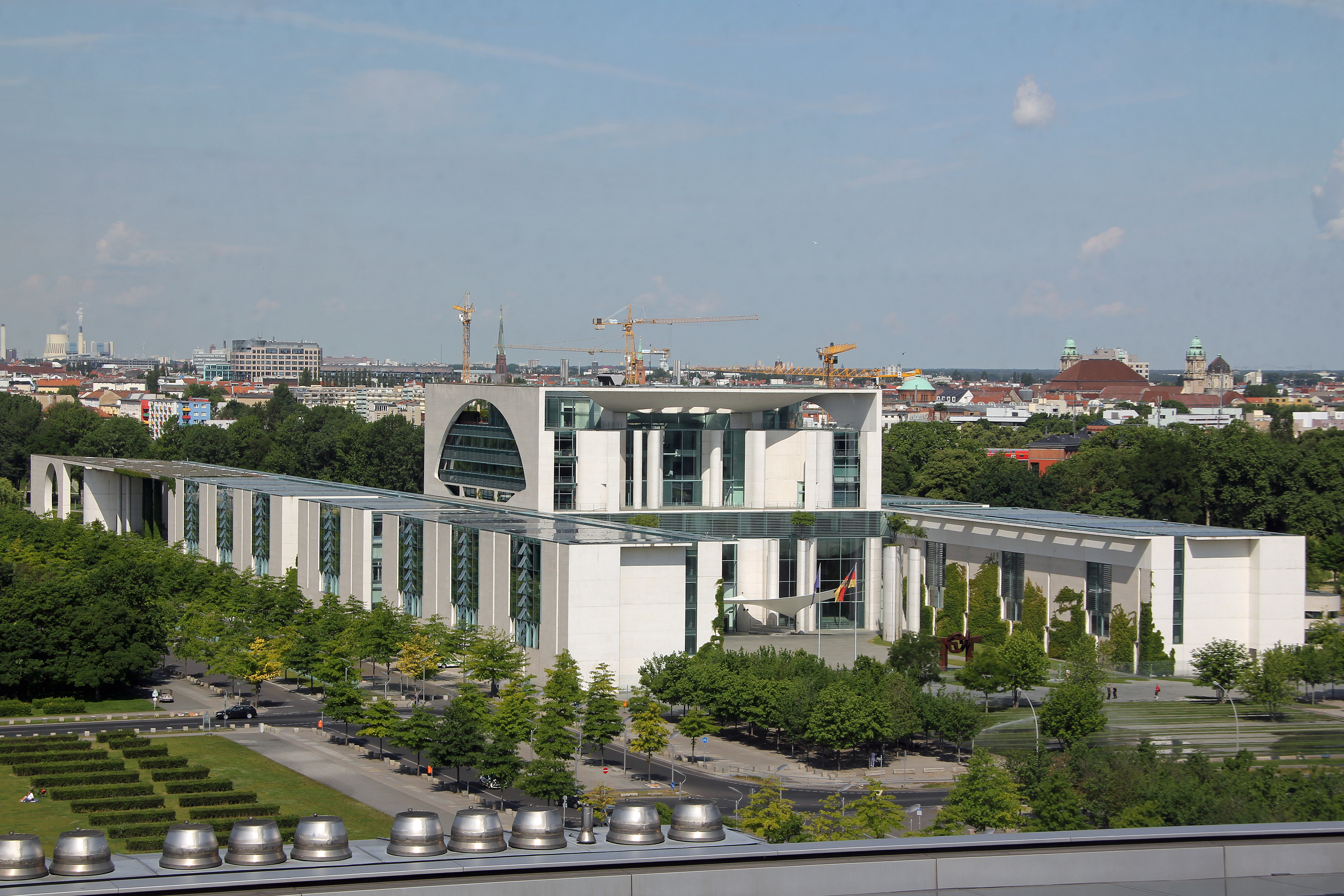
Das Bundeskanzleramt vom Dach des Reichstagsgebäudes aus gesehen

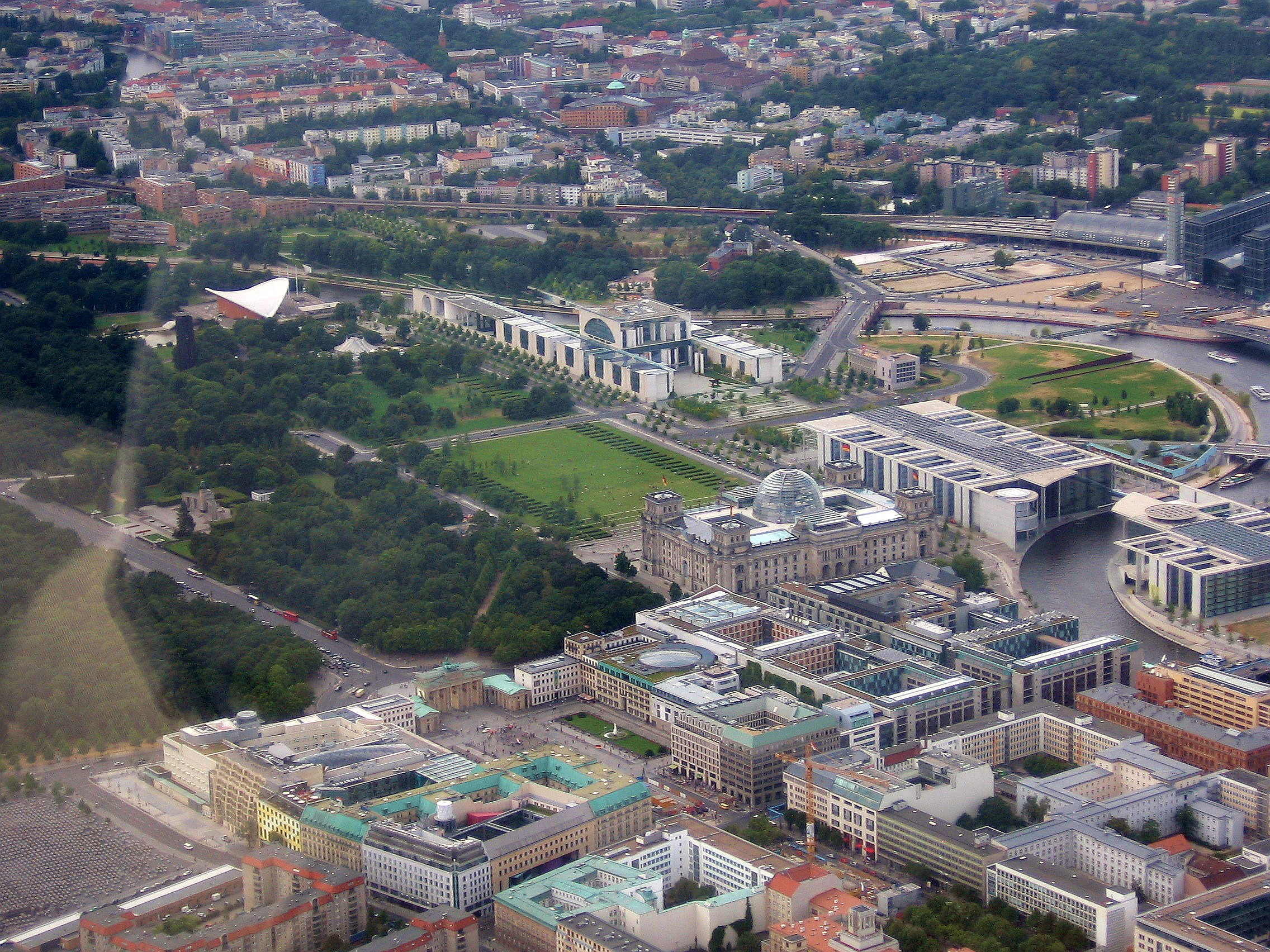
Bundeskanzleramt mit Regierungsviertel aus der Luft

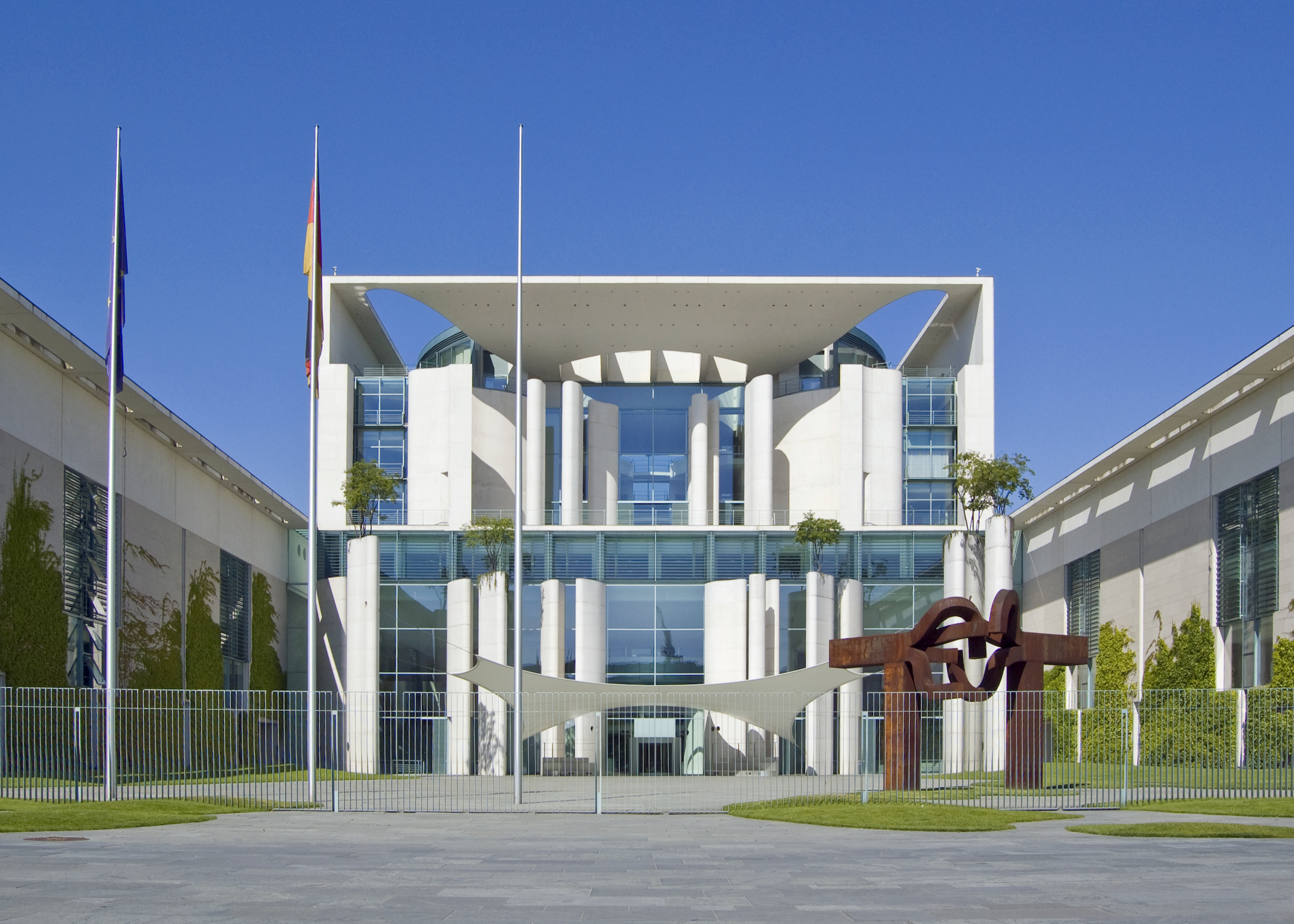
Haupteingang des Bundeskanzleramtes mit Skulptur Berlin

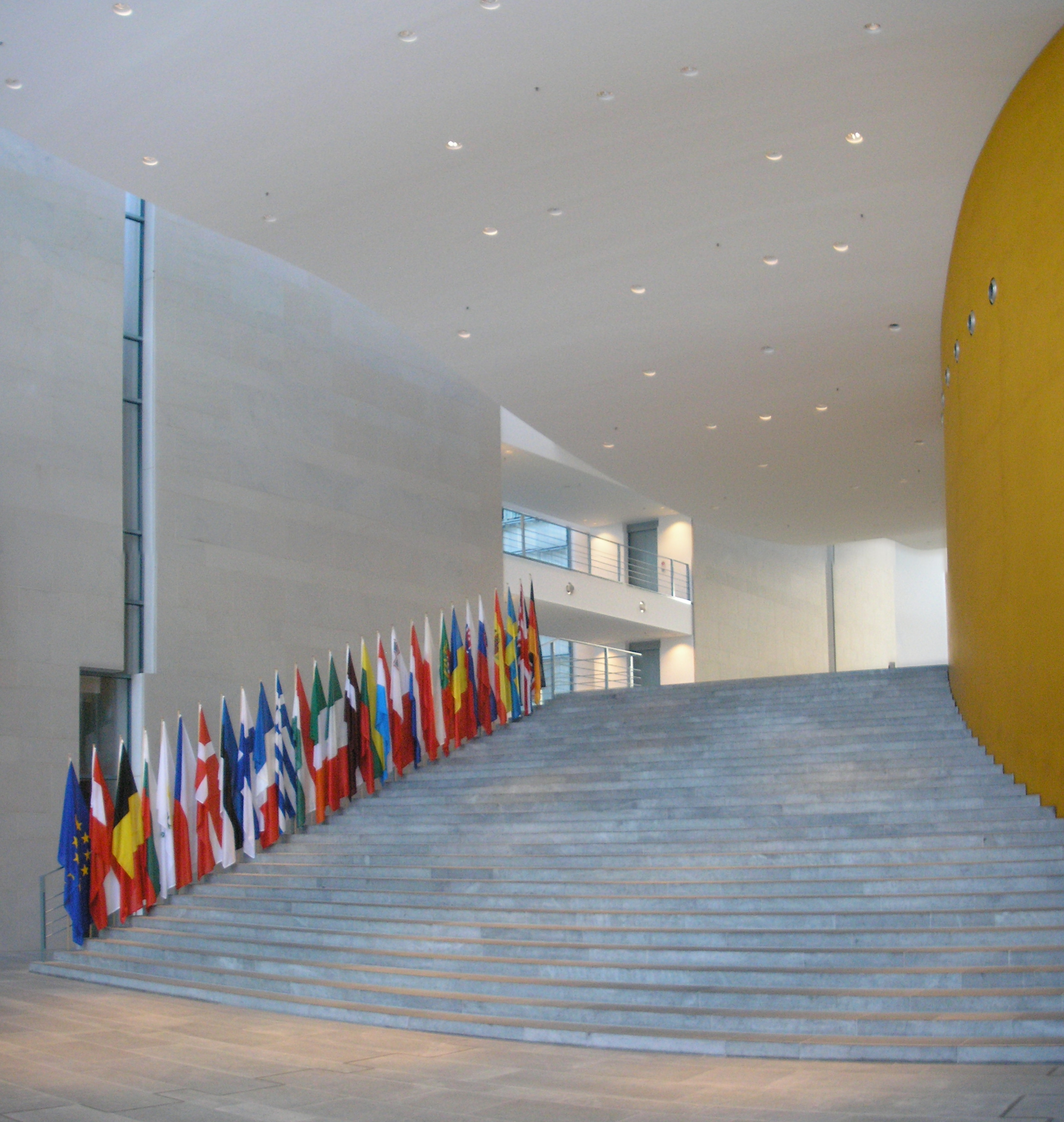
Die große Treppe

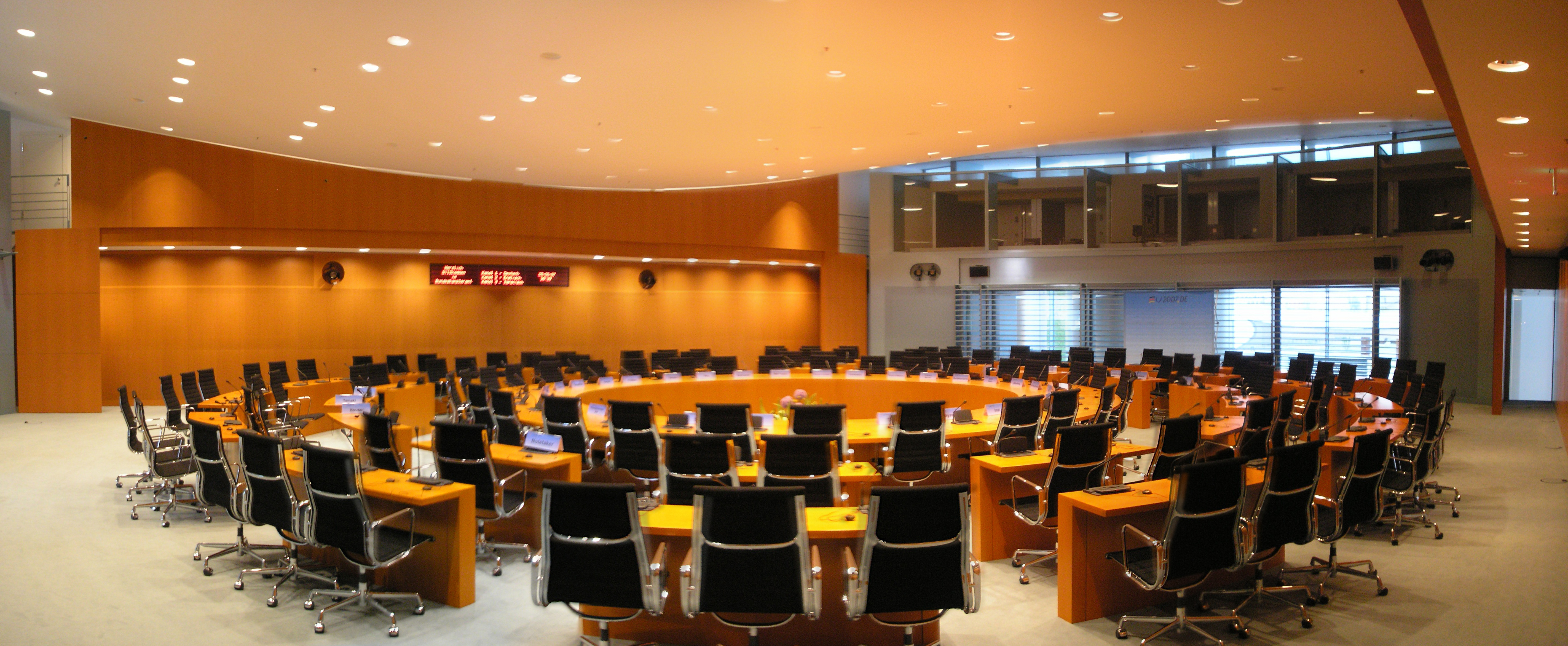
Internationaler Konferenzsaal

Pressesaalfoyer mit der Kanzlergalerie

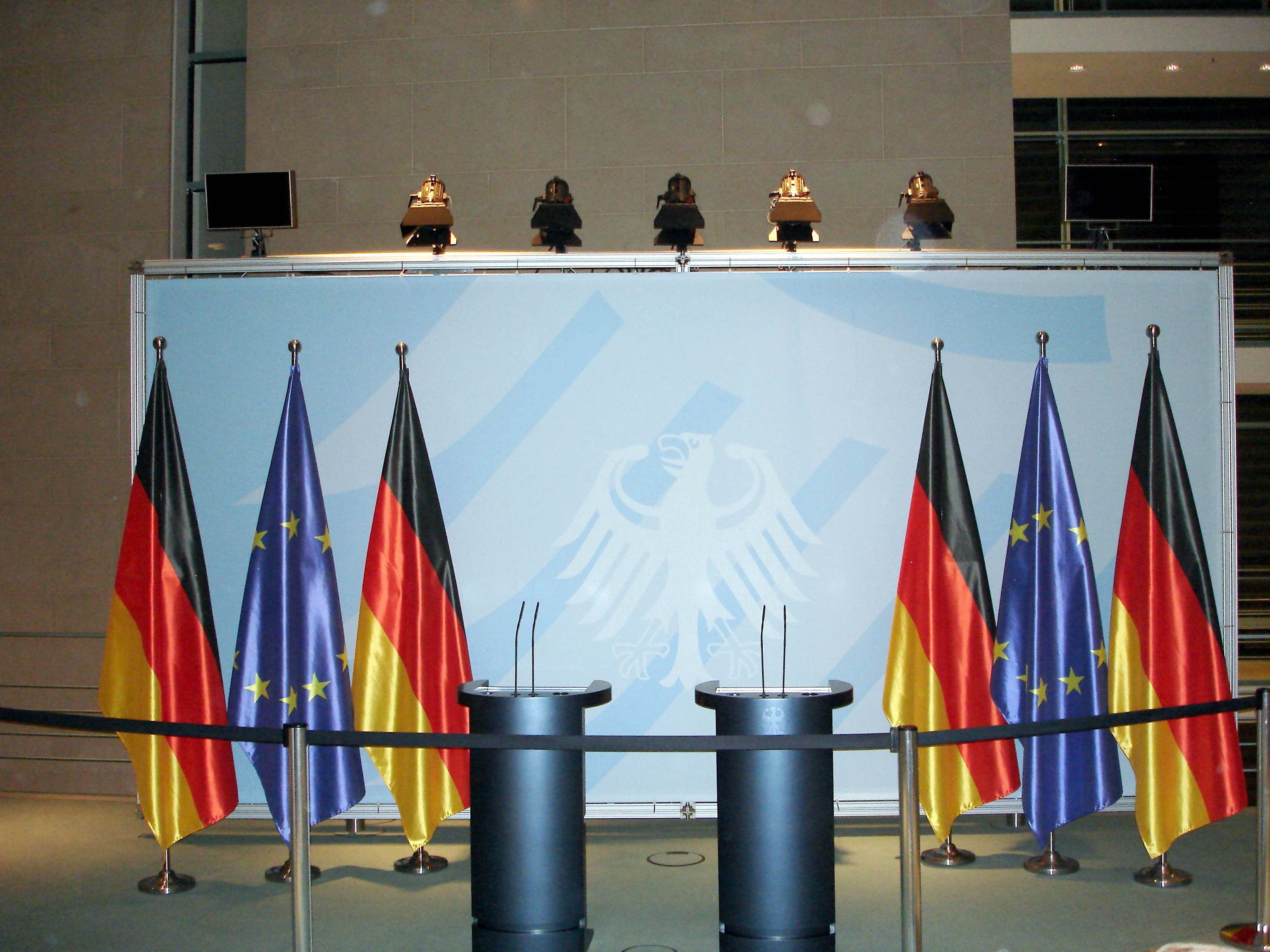
Pressewand mit Rednerpulten

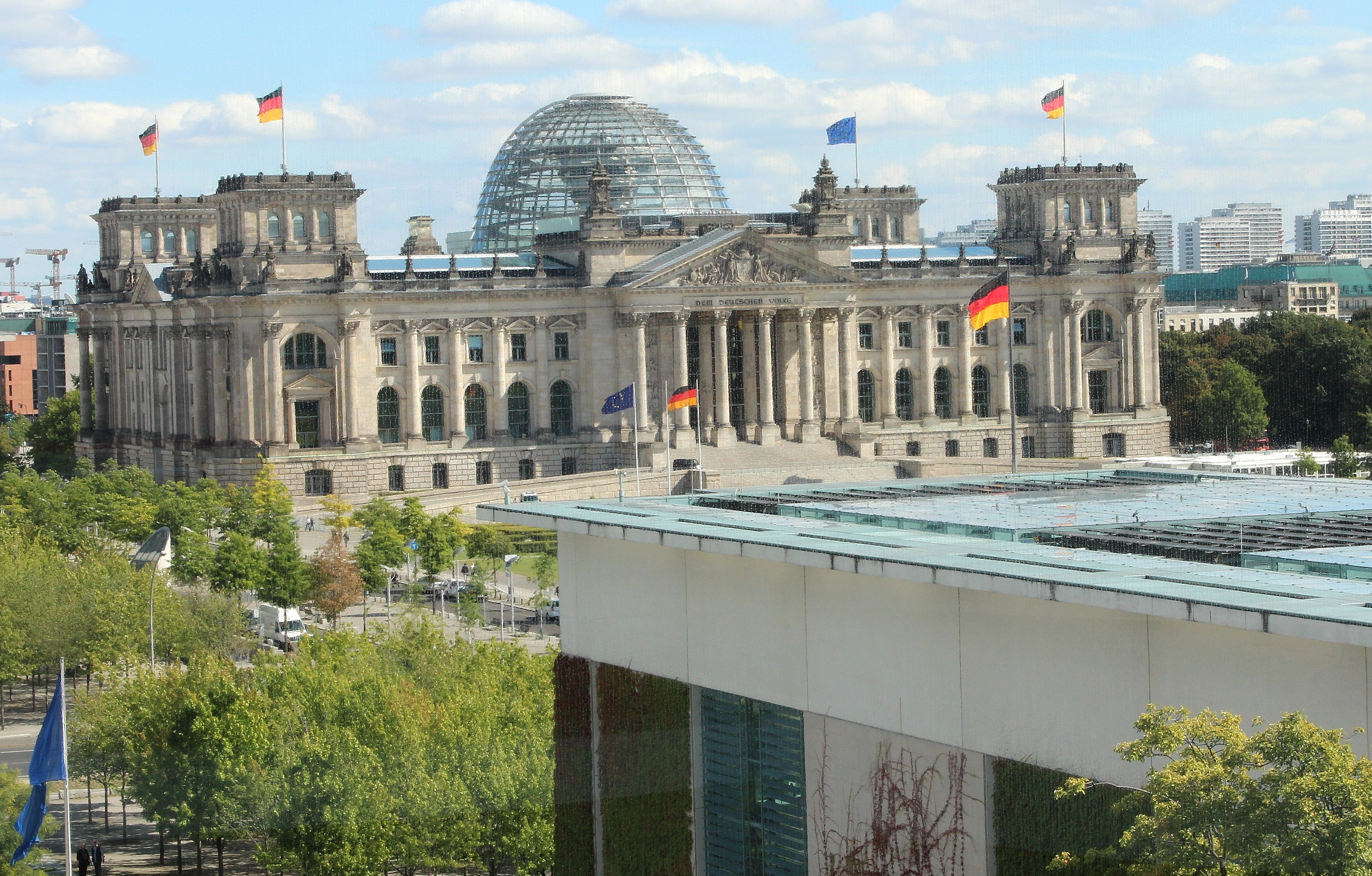
Blick vom 6. Stockwerk des Bundeskanzleramtes auf das Reichstagsgebäude

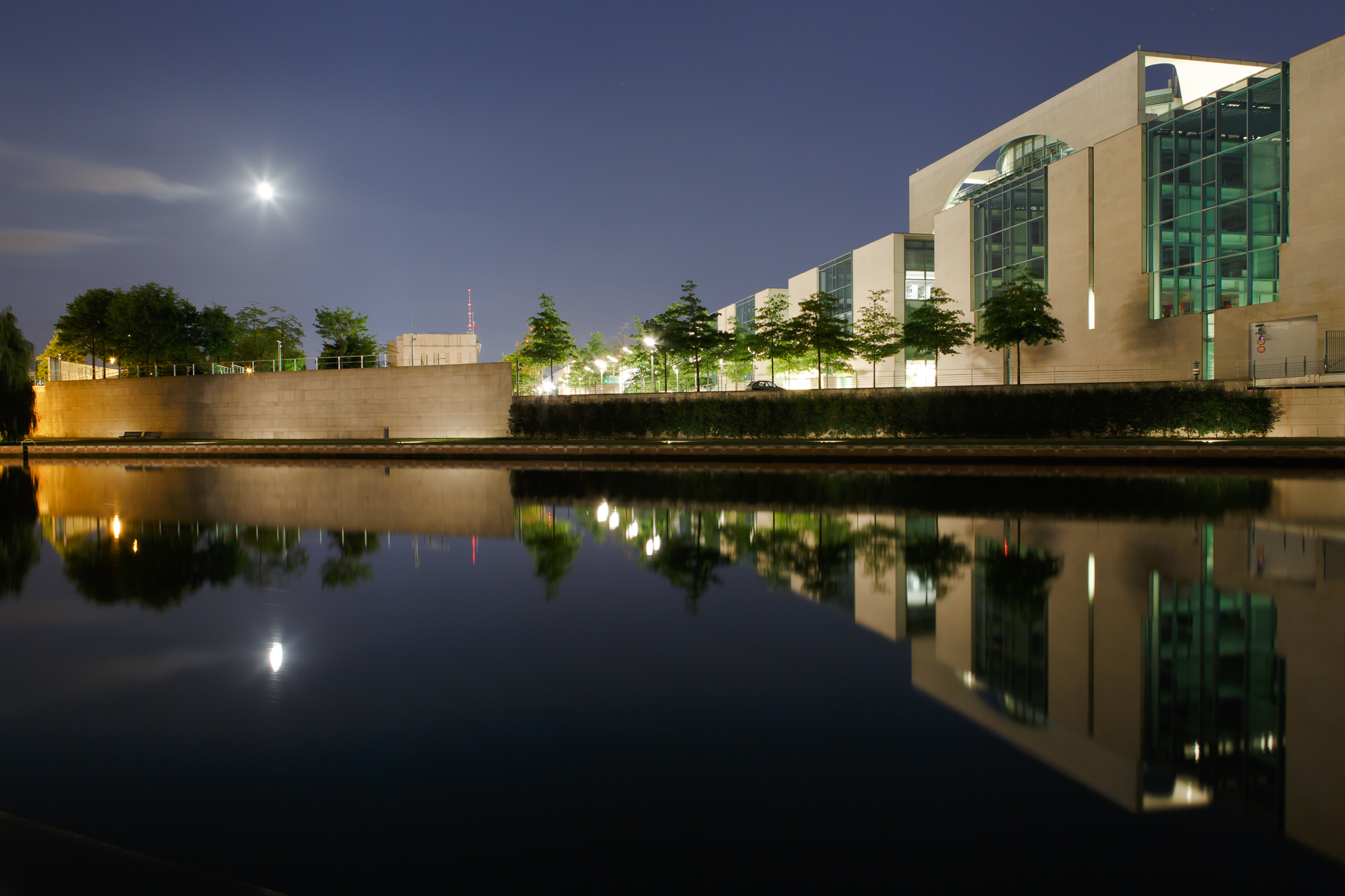
Nächtlicher Blick auf das Bundeskanzleramt über die Spree

Im Leitungsbau, der von zwei Büroflügeln flankiert wird, gibt es neun Ebenen:
- Erdgeschoss: Foyer mit einer großen Treppenanlage für Fototermine mit Gästen.
- 1. Etage: Internationaler Konferenzraum mit 32 Plätzen, Dolmetscherkabinen und Regieräumen. Inforaum mit Bühne, Sitzplätze für 200 Journalisten.
- 2. und 3. Etage: Technik- und Funktionsräume (Küche, Weinkeller, Blumenkühlraum usw.)
- 4. Etage: „Geheim-Etage“ mit abhörsicherem Raum für den Krisenstab, Planungszentrum und Archiv.
- 5. Etage: Großer Bankettsaal für Empfänge und Festessen. Loggien in Richtung Osten und Westen. Büro des Staatsministers.
- 6. Etage: Kleiner Kabinettsaal mit Dolmetscherkabinen und Großer Kabinettsaal. Beide Säle sind gleich groß. Büro des Staatsministers.
- 7. Etage: Arbeitszimmer des Bundeskanzlers mit Fenstern in Richtung Reichstagsgebäude und Brandenburger Tor. Sekretariat. Büro des Kanzleramtchefs.
- Zwischen 7. und 8. Etage: „Skylobby“.
- 8. Etage: Kanzlerappartement mit Wohnraum, integrierter Küche und Schlafzimmer im Süden. Büro des Kulturstaatsministers im Norden.

In den Seitenflügeln befinden sich 300 Büros von je 20 m² und 13 Wintergärten. Im südlichen Bürotrakt gibt es eine Kantine. Im nördlichen Bürotrakt findet sich der Presse- und Personaleingang neben der separaten Hauptwache. Jenseits der Spree im westlich gelegenen Kanzleramtspark befindet sich ein Hubschrauberlandeplatz. Der Park ist über den Kanzleramtssteg, eine doppelgeschossige Brücke, für Fußgänger und Fahrzeuge erreichbar.
Kritisiert werden im neuen Bundeskanzleramt die zum Teil langen Wege. Es gibt neben der Möglichkeit der elektronischen Kommunikation auch ein Rohrpostsystem für den Aktenversand. Dieses wird für etwa 1000 Sendungen im Monat genutzt und hat – neben der Übertragungsgeschwindigkeit – den Vorteil einer erhöhten Abhörsicherheit. Der Unterhalt der Anlage verursacht jedoch Kosten von etwa 15.000 Euro im Jahr.
Es werden Besuchergruppen zugelassen, wenngleich unter äußerst hohen Sicherheitsstandards (Eingangskontrolle wie am Flughafen, Ausweiskontrolle, zuvor angefertigte Namenslisten, Begleitung jeder Besuchergruppe durch BKA-Beamte).

### Bauqualität, Renovierungen, Erweiterungsplanungen
Das Bundeskanzleramt musste schon mehrmals renoviert werden – teils wegen Mängeln bei der Bauausführung und teils wegen prinzipieller und vorhersehbarer Probleme der verwendeten Materialien. So wurde der Sichtbeton an der exponierten Westfassade, der (als unästhetisch empfundene) Flecken entwickelte, im Jahr 2007 gereinigt und mit einer schützenden Lasur überzogen. Auch bei der vielgepriesenen ökologischen Haustechnik, wie bei dem mit Pflanzenöl betriebenen Blockheizkraftwerk, wurden aufwändige Reparaturarbeiten notwendig.
Anfang 2019 wurde bekannt, dass für das Bundeskanzleramt ein Erweiterungsbau geplant wird. Es sollen für die mittlerweile 750 Mitarbeiter (statt 410 wie beim Einzug) für zwischen 485 und 600 Millionen Euro 400 neue Büros sowie eine Kindertagesstätte und eine weitere Kantine entstehen. Der Hubschrauberlandeplatz soll auf das Dach des Gebäudes verlegt werden. Der Baubeginn war zunächst für 2023 vorgesehen, die Fertigstellung für 2027 oder 2028. Geplant und errichtet werden soll der Erweiterungsbau durch die Architekten des Bundeskanzleramtes, Axel Schultes und Charlotte Frank. Der Bundesrechnungshof kritisierte die Kosten. Bundesfinanzminister Christian Lindner (FDP) sagte im März 2023, der geplante Erweiterungsbau sei in Zeiten von mehr Homeoffice und ortsflexiblem Arbeiten und angesichts der auf mindestens 777 Millionen Euro gestiegenen Kosten entbehrlich.

### Kunst am und im Kanzleramt
Das Kanzleramt beherbergt nicht nur bedeutende Kunstwerke der Klassischen Moderne, sondern auch Werke zeitgenössischer deutscher und internationaler Künstler.
Eines der Hauptwerke am Kanzleramt bildet die monumentale Eisenskulptur Berlin des Bildhauers Eduardo Chillida. Die 5,5 Meter hohe und 87,5 Tonnen schwere Skulptur weckt mit ihren zwei sich beinahe berührenden Armen Assoziationen wie Annäherung, Teilung und Vereinigung, was als beabsichtigte politische Symbolik verstanden werden kann. Die Skulptur nimmt eine ähnliche Stellung wie Henry Moores Large Two Forms des Bonner Kanzleramtes ein und ist von ähnlicher Symbolik.
Ein weiteres Hauptwerk befindet sich im Garten des Kanzleramts – eine Originalkopie der Bronzeplastik Non-Violence (The Knotted Gun), die der schwedische Bildhauer Carl Fredrik Reuterswärd erstmalig 1980 als künstlerisch verfremdende Replik des Revolvers schuf, mit dem sein Freund John Lennon ermordet wurde. In respektvoller Anerkennung der Weigerung Deutschlands, sich dem Irakkrieg anzuschließen schenkte Reuterswärd diese Replik der seit 1984 vor dem UN-Hauptgebäude in New York platzierten Urversion des Revolvers mit „verknotetem“ Lauf 2005 stellvertretend für das deutsche Volk dem damaligen Bundeskanzler Schröder. Die Laudatio zur Enthüllung des Kunstwerks hielt der Literatur-Nobelpreisträger Günter Grass.
Der innere Eingangsbereich wurde künstlerisch durch den Maler Markus Lüpertz mitgestaltet, der das zentrale Treppenhaus in sechs verschiedene „Farbräume“ verwandelte, deren Farben bestimmte klassische Tugenden symbolisieren sollen: Blau (Weisheit), Umbra (als Löwenfarbe für Kraft und Stärke), Rot (Tapferkeit), Ocker-Gold (Gerechtigkeit) und Grün/Weiß (Klugheit). Außerdem schuf Lüpertz die ebenfalls im Eingangsbereich stehende Skulptur Die Philosophin als Inbegriff des nachdenklichen Menschen. Als weitere große Skulptur im Innenbereich kann das Große weiße Kopfzeichen des Künstlers Rainer Kriester genannt werden.
Im Kanzleramt befinden sich darüber hinaus zahlreiche bedeutende Gemälde, zum Teil als Ankäufe oder Leihgaben. Aus dem Bonner Kanzleramt stammen das Orientalische Märchen von August Macke und der für den Kabinettssaal ausgewählte Sonntag der Bergbauern von Ernst Ludwig Kirchner. Im Pressesaal befindet sich die dreiteilige Arbeit Augenbilder von Ernst Wilhelm Nay, die auf der Kasseler Documenta III im Jahr 1964 für Aufsehen sorgte. Die Gemälde von Emil Nolde wurden aus dem Bundeskanzleramt entfernt, nachdem dessen antisemitischen Einstellungen und seine Nähe zum Nationalsozialismus einer breiteren Öffentlichkeit bekannt wurden.

Die „Kanzlergalerie“ am Tag der offenen Tür der Bundesregierung, August 2023

In der ersten Etage befindet sich die Galerie der bisherigen Bundeskanzler. Die Idee einer Porträtreihe hatte Helmut Schmidt im Jahr 1976. Daraufhin wählten die ehemaligen Bundeskanzler ein Porträt, das dann vom Kanzleramt angekauft wurde:
- Konrad Adenauer wurde von Hans Jürgen Kallmann im Jahr 1963 gemalt. Ein weiteres Porträt Adenauers von Oskar Kokoschka befand sich im Amtszimmer Angela Merkels.
- Ludwig Erhard und Kurt Georg Kiesinger porträtiert durch Günter Rittner in den Jahren 1974 und 1976.
- Willy Brandt wurde ursprünglich von Georg Meistermann porträtiert. Meistermanns Bild stellt eine ‚kritische Form‘ des repräsentativen Porträts dar, lässt allerdings so gut wie keinen sichtbaren Bezug zu Person und Bedeutung Brandts erkennen. Der spätere Kanzler Helmut Schmidt ließ das Bild daher aus der Kanzleramtsgalerie entfernen, und Helmut Kohl ersetzte es durch ein realistisch gemaltes Konterfei Brandts des Düsseldorfer Malers Oswald Petersen.
- Helmut Schmidt entschied sich noch während der Teilung Deutschlands für den ostdeutschen Künstler Bernhard Heisig, der ihn 1986 darstellte.
- Helmut Kohl ließ sich von einem Schüler Heisigs, Albrecht Gehse, malen.
- Gerhard Schröder entschied sich für ein Gemälde von Jörg Immendorff.

## Baukosten
Die Baukosten betrugen 465 Millionen Mark (kaufkraftbereinigt in heutiger Währung: rund 368 Millionen Euro). Laut anderen Berichten kostete das Bundeskanzleramt statt der ursprünglich vorgesehenen 398,5 Millionen sogar 513,3 Millionen Mark.

## Nutzung

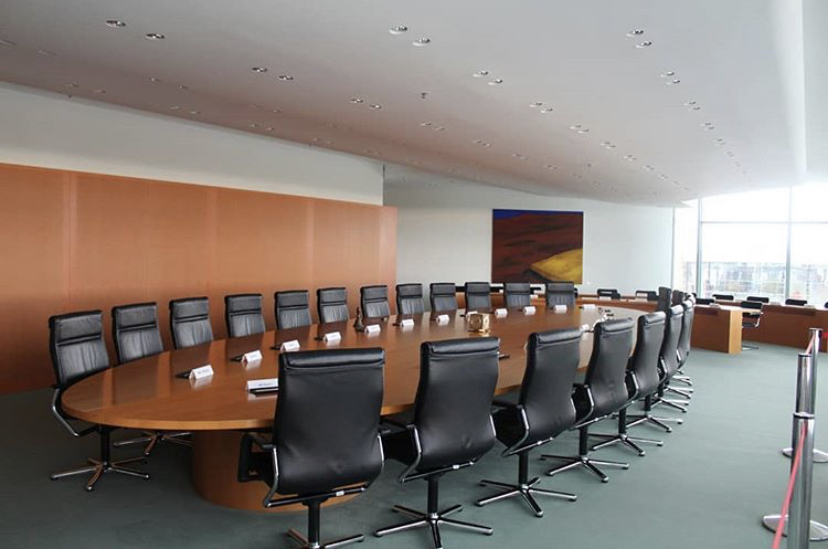
Kabinettssaal

Das Gebäude verfügt neben den Arbeitsräumen auch über 200 m² große Wohnräume für den Bundeskanzler, wobei der größte Teil der Fläche von zwei Repräsentationsräumen eingenommen wird, während für die tatsächliche Wohnnutzung nur rund 28 m² zur Verfügung stehen. Wie aber auch schon beim Kanzlerbungalow in Bonn ist die Nutzung durch den Kanzler nicht festgelegt. So zog es die damalige Kanzlerin Angela Merkel vor, weiter in ihrer privaten Wohnung Am Kupfergraben zu wohnen. Ihr Vorgänger Gerhard Schröder (Amtszeit 1998–2005), der das neue Kanzleramt als erster Bundeskanzler bezog, benutzte die Räumlichkeiten auch nur während der Arbeitswochen, während seine Familie weiterhin in Hannover wohnte.

## Haustechnik
Im Keller des Bundeskanzleramtes ist ein Blockheizkraftwerk installiert, das mit Biodiesel betrieben wird. Hier kam es hin und wieder zu Ausfällen. Zudem verfügt das Blockheizkraftwerk über eine Kraft-Wärme-Kälte-Kopplung, sodass damit im Sommer auch das Kanzleramt klimatisiert werden kann. Überschüssige Wärme des Blockheizkraftwerks wird in einer natürlichen, Salzwasser führenden Erdschicht in 300 Metern Tiefe unterhalb des Reichstags zwischengespeichert.
Auf dem Dach des Kanzleramtes ist eine Photovoltaikanlage mit rund 1300 m² Fläche installiert. Die 756 Solarmodule haben eine elektrische Nennleistung von rund 200 kWp. Die gewonnene elektrische Energie wird von insgesamt 90 Wechselrichtern in Wechselspannung umgewandelt und dezentral in das Hausnetz eingespeist. Zusätzlicher Bedarf an elektrischer Energie wird ausschließlich aus Ökostrom gedeckt.
Grundlegende Voraussetzung für eine autarke Energieversorgung ist eine energiesparende Anlagentechnik. Im Bereich der Klimatisierung sind für die insgesamt 280.000 m³/h Außenluftleistung multifunktionale Wärmerückgewinnungssysteme im Einsatz, bei denen indirekte adiabate Verdunstungskühlungen integriert sind. Insgesamt werden dadurch folgende Leistungseinsparungen erzielt:
- 2040 kW: Verminderte Wärmeerzeugungsleistung durch Wärmerückgewinnung
- 660 kW: Verminderte Kältemaschinenleistung durch Kälterückgewinnung/adiabate Kühlung
- 220 kW: Verminderte Elektroanschlussleistung durch effiziente Technik

Grundsätzliches Ziel der Wärmerückgewinnung ist die Minimierung des Primärenergieverbrauchs. Dabei stehen neben den energiewirtschaftlichen Bedürfnissen auch ökologische Forderungen im Vordergrund. Besonders im Hinblick auf das Kyoto-Protokoll werden zum Schutz des Klimas durch das Bundeskanzleramt im Rahmen dieser Maßnahmen jährlich 1400 Tonnen CO2-Emissionen vermieden.

## Volksmund
Vorwiegend von Touristenführern und Journalisten wird das Bundeskanzleramt auch als „Elefantenklo“ oder als „Kohllosseum“ in Anlehnung an den ehemaligen Bundeskanzler Helmut Kohl bezeichnet; „Waschmaschine“ und seltener „Bundeswaschmaschine“ oder „Kanzlerwaschmaschine“.